# Ari-atol
Het Ari-atol is een atol van de eilandengroep Maldiven. Het wordt om bestuurlijke redenen onderverdeeld in de noordelijke en zuidelijke atollen.
Vanuit de hoofdstad Malé is het Ari-atol per watervliegtuig in ongeveer 30 minuten te bereiken. Het vormt een deel van het voor toerisme aangewezen gebied in de Maldiven. Het Ari-atol bestaat uit circa 20 eilanden met elk hun eigen toeristische faciliteiten. Veruit de populairste activiteit is duiken. De duiksport is op het Ari-atol uitgebreid aanwezig en wordt verdeeld per locatie, Noordelijk dan wel Zuidelijk.
De belangrijkste toeristische bestemmingen zijn onder andere Ari Beach, Halaveli, Maayyafushi, Dhoni Mighilli en Twin Island Resort.

## Bestuurlijke indeling
Het noordelijk deel van het Ari-atol maakt onderdeel uit van de bestuurlijke divisie Alif Alif-atol en het zuidelijk deel wordt bestuurd door het Alif Dhaal-atol.
Ihavandhippolhu-atol · Thiladhunmathi-atol · Miladhunmadulhu-atol · Maalhosmadulhu-atol · Fasdūtherē · Goifulhafehendhu-atol · Faadhippolhu-atol · Noordelijke Malé-atol · Zuidelijke Malé-atol · Thoddoo · Rasdhoo-atol · Ari-atol · Felidhu-atol · Vattaru-atol · Mulaku-atol · Noordelijke Nilandhé-atol · Zuidelijke Nilandhé-atol · Kolhumadulu-atol · Haddhunmathi-atol · Huvadhu-atol · Addu-atol